# Arbopercula
Arbopercula is een mosdiertjesgeslacht uit de  familie van de Electridae en de orde Cheilostomatida. De wetenschappelijke naam van het geslacht is voor het eerst geldig gepubliceerd door Elena A. Nikulina in 2010.

## Soorten
De volgende soorten zijn bij het geslacht ingedeeld:
- Arbopercula angulata (Levinsen, 1909)
- Arbopercula bengalensis (Stoliczka, 1869)
- Arbopercula devinensis (Robertson, 1921)
- Arbopercula tenella (Hincks, 1880)

Niet geaccepteerde soort:
- Arbopercula anomala (Osburn, 1950) → Arbopercula bengalensis (Stoliczka, 1869)